# Cytisus ratisbonensis
Cytisus ratisbonensis là một loài thực vật có hoa trong họ Đậu. Loài này được Schaeff. miêu tả khoa học đầu tiên.

## Hình ảnh

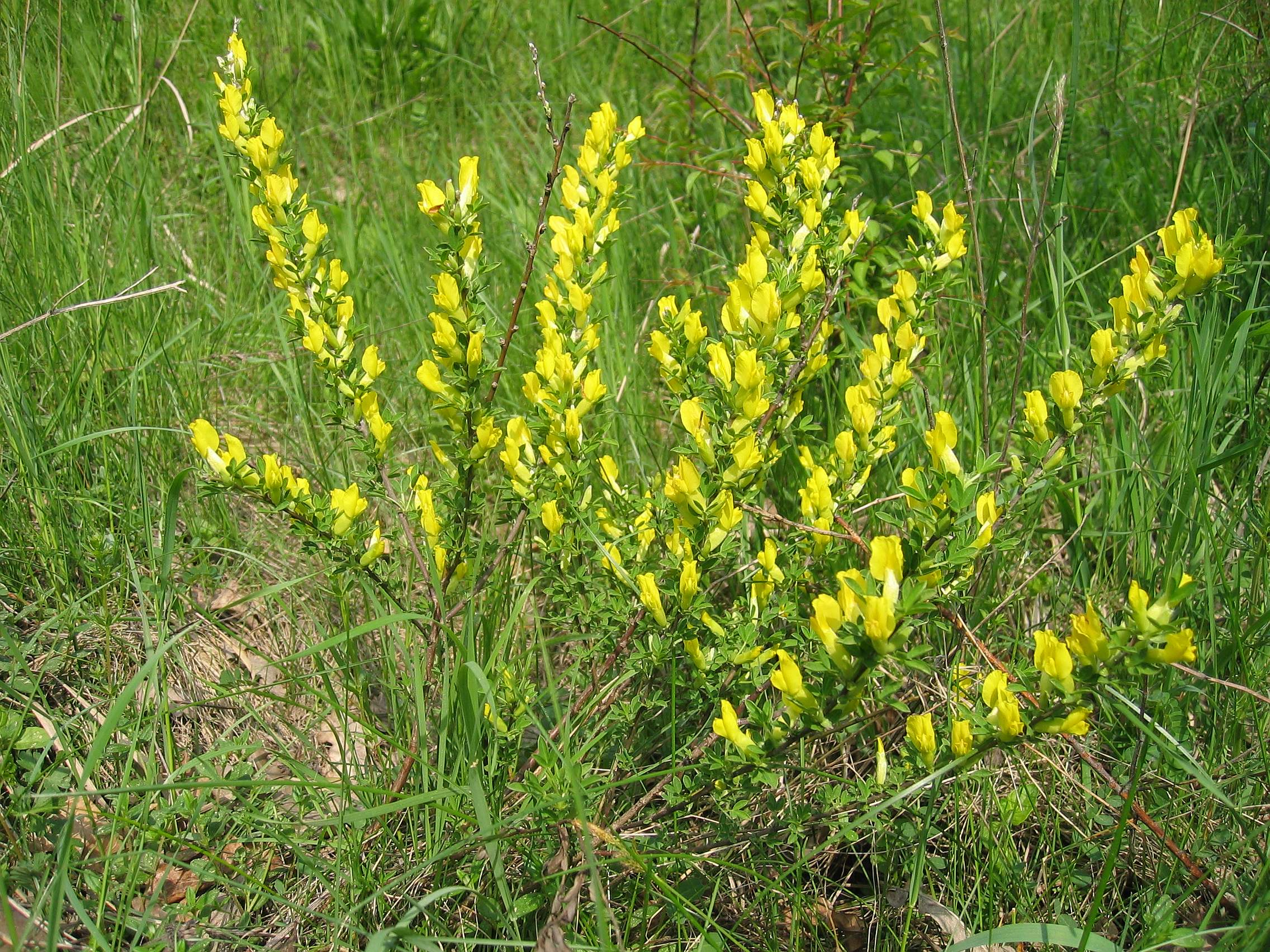
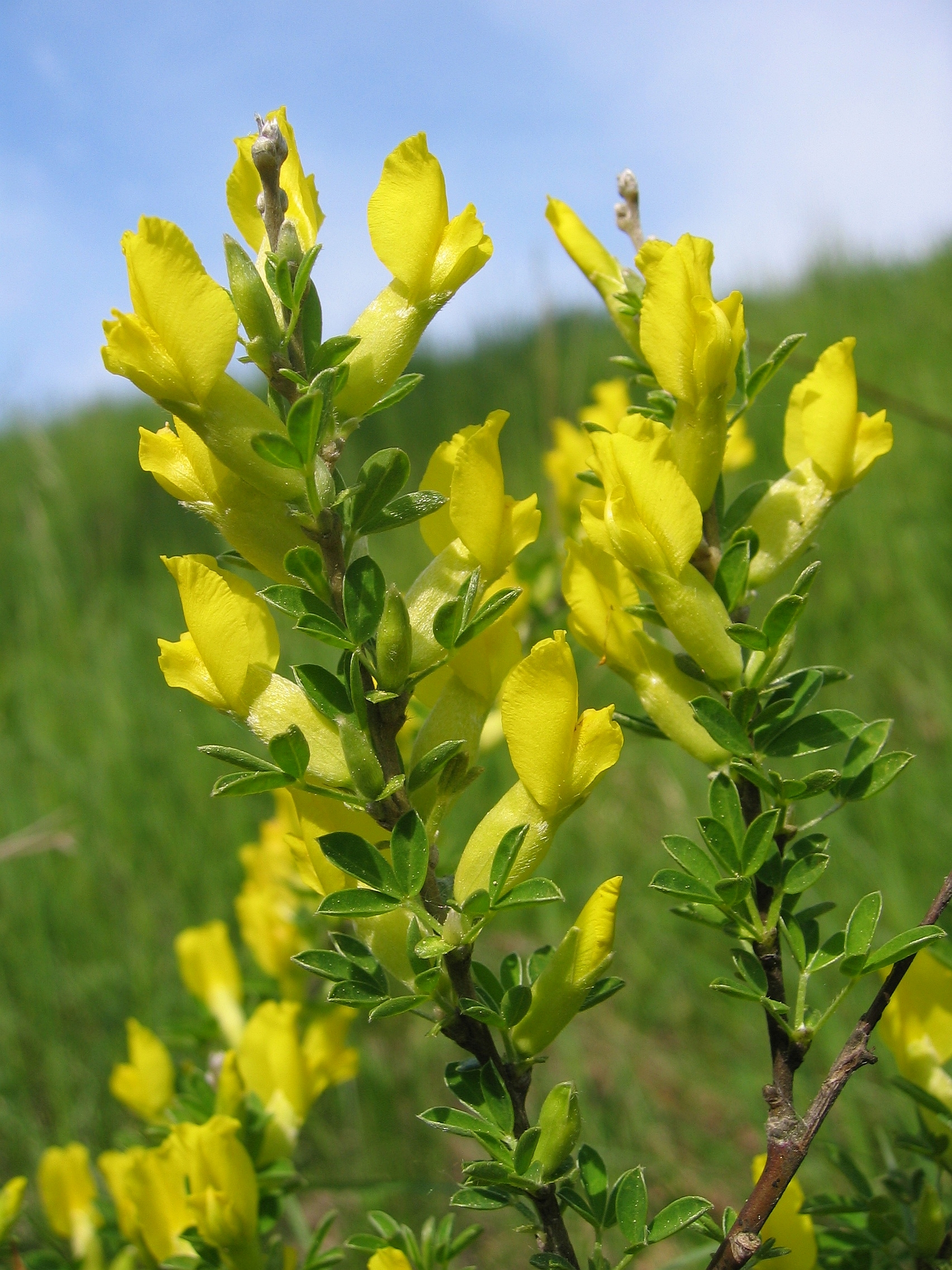
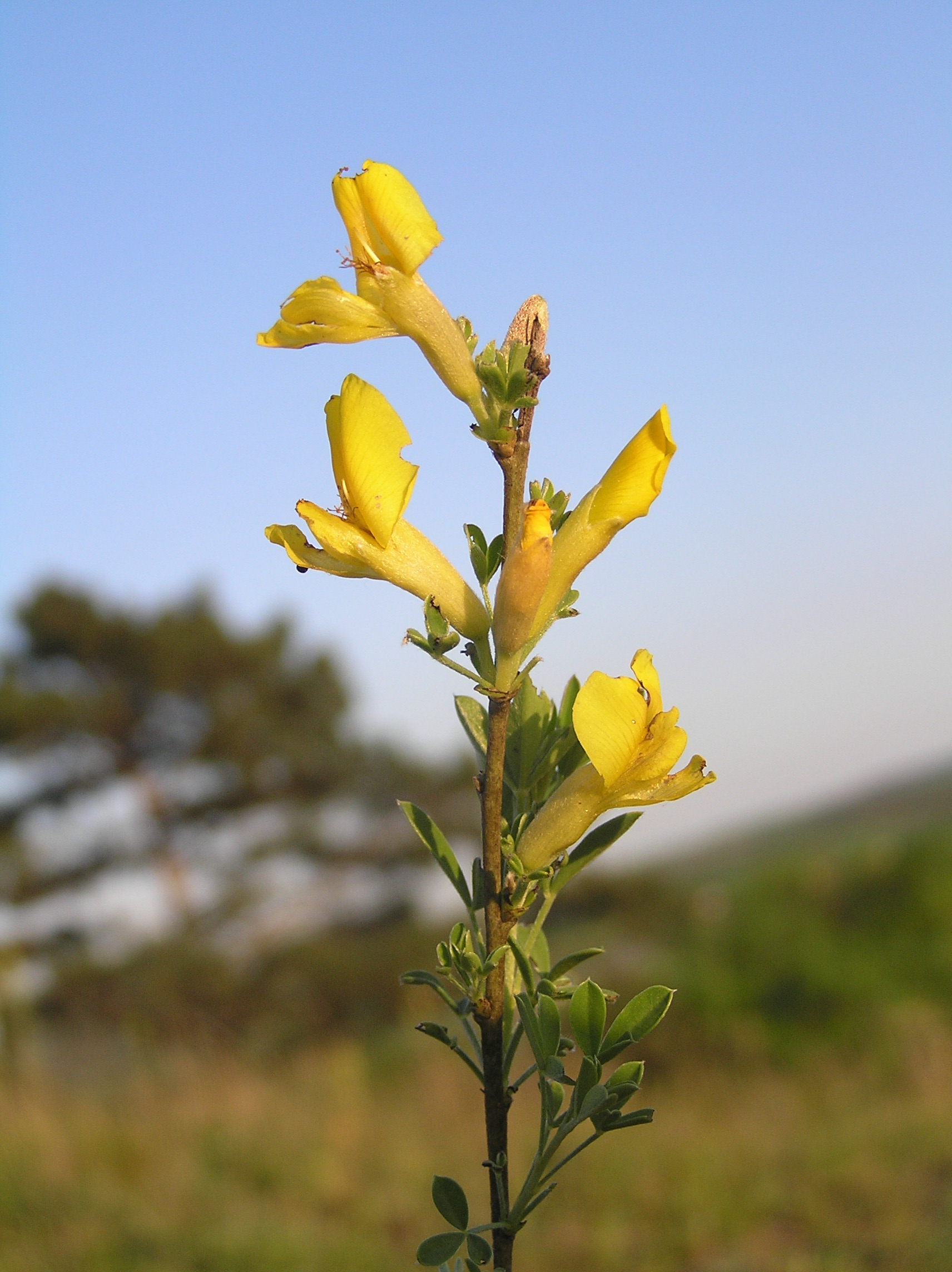
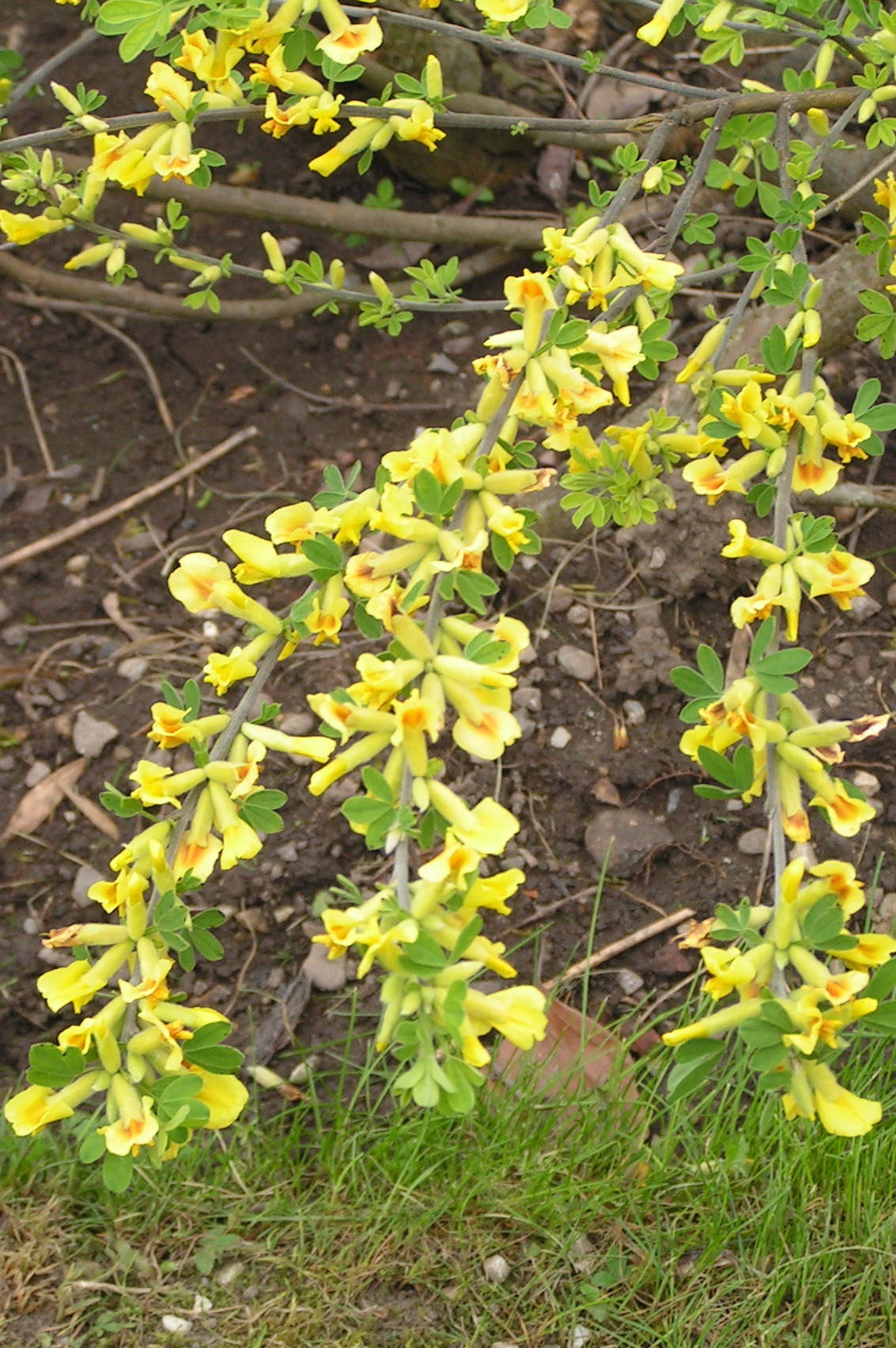